# بيت بدر (الرضمة)

تعديل مصدري - تعديل

بيت بدر هي إحدى قرى عزلة أزال بمديرية الرضمة التابعة لمحافظة إب، بلغ تعداد سكانها 359 نسمة حسب تعداد اليمن لعام 2004.